# Brudens far
Brudens far (engelsk Father of the Bride) er en amerikansk komediefilm fra 1991 instrueret af Charles Shyer. Med Steve Martin og Diane Keaton i hovedrollerne. Filmen er en genindspilning af Brudens fader fra 1950.